# Droga A823(M)
Autostrada A823(M), Dunfermline Spur (ang. A823(M) motorway) – krótka autostrada w hrabstwie Fife (w Szkocji) o długości 1,6 km (1 mili). Jest odnogą autostrady M90 oraz drogą o najwyższej numeracji Ax(M) w Wielkiej Brytanii. Droga stanowi południową obwodnicę miasta Dunfermline oraz zapewnia szybkie połączenie z mostem Forth Road Bridge. Po otwarciu w 1969 planowano włączyć drogę w projektowaną dłuższą autostradę w kierunku północnego wybrzeża zatoki Firth of Forth. Biorąc pod uwagę przebudowę drogi A92 budowa projektowanej autostrady prawdopodobnie nie zostanie zrealizowana.